# Mecistocephalus pallidus
Mecistocephalus pallidus är en mångfotingart som först beskrevs av Filippo Silvestri 1919.  Mecistocephalus pallidus ingår i släktet Mecistocephalus och familjen storhuvudjordkrypare. Inga underarter finns listade i Catalogue of Life.